# Drosophila simulivora (artgrupp)
Drosophila simulivora är en artgrupp inom släktet Drosophila och undersläktet Drosophila. Artgruppen innehåller sex arter.

## Arter inom artgruppen
- Drosophila cogani
- Drosophila enhydrobia
- Drosophila gibbinsi
- Drosophila hydroessa
- Drosophila libellulosa
- Drosophila simulivora